# 格力米开勒库勒湖
格力米开勒库勒湖，也称黑里勒库勒湖，位于中华人民共和国新疆维吾尔自治区尉犁县中部塔里木河右岸的一座湖泊，地处塔克拉玛干沙漠的沙丘中。湖泊呈东北－西南向的长条形状，最长8千米，最宽2.3千米，最窄1千米，水面面积11平方千米，湖面高程860米。湖水主要靠塔里木河洪水期河水漫溢注入，因此湖面面积大小随丰枯年份及塔里木河上游来水情况而变化。